# シャレット
シャレット（仏: charrette）、またはデザインシャレット、シャレットワークショップは、アーバンデザインやまちづくりの手法の一つ。専門家が短期間に協同してデザインを行う。
本来はフランス語で荷馬車という意味。エコール・デ・ボザールの学生たちが、設計課題の提出日になると、荷馬車に図面を積み込み、学校に駆けつけて来ることから、「シャレット」という言葉が、短い時間に駆け込む（集中する）というような意味で使われるようになった。
シャレットは、1960年代に米国の設計事務所CRSSの創設者ビル・コーディルによってはじめられた。通常、1週間程度の短期間に、20人近くの様々な領域の専門家が、行政や住民と会合を重ね、何回も議論を繰り返しながら具体的な計画案を示し、最終的な合意案を確定する。